# COVID-19 в Бразилии
Коронавирусная инфекция COVID-19 впервые начала распространяться в Бразилии 26 февраля 2020 года, после того как анализы 61-летнего мужчины из Сан-Паулу, вернувшегося из Ломбардии (Италия), показали положительный результат теста на наличие вируса в организме.
На 25 июля 2020 в стране подтверждено 2 343 151 случаев заболевания коронавирусом (2-я позиция в мире), 85 000 умерших (6-я позиция), 1,29 млн выздоровевших. 8 августа 2020 года страна сообщила о своем 3-миллионном случае заражения со смертельным исходом для 100 000 человек.
На 14 октября 2020 года было подтверждено 5 133 628 случаев заболевания, большинство из них в штате Сан-Паулу, в результате чего погибло 150 998 человек. Бразилия - одна из наиболее пострадавших стран в мире. C 7 июня 2020 года власти перестали публиковать данные по общему числу случаев заражения коронавирусом в стране, на сайте Министерства здравоохранения Бразилии (доступны только сведения о суточном приросте заболеваемости).
С научной точки зрения представляет интерес развитие пандемии в штате Амазонас, где по данным исследования, число переболевших людей должно было быть достаточным для формирования коллективного иммунитета, и, тем не менее, это не защитило население от второй волны пандемии, которая по силе даже превысила первую.

## Хронология

### Январь и февраль
28 января 2020 года Министерство здравоохранения Бразилии повысило уровень экстренного оповещения населения до уровня 2 из 3, рассматривая «неизбежную угрозу» для Бразилии, поскольку был зафиксирован подозреваемый случай в Белу-Оризонти, штат Минас-Жерайс. На следующий день министерство объявило, что расследует ещё два подозреваемых случая в Порту-Алегри и Куритиба. Никакой дополнительной информации о пациентах в Порту-Алегри и Куритиба предоставлено не было. Тем не менее, было сообщено, что пациент из Белу-Оризонти был студентом, недавно посетившим китайский Ухань, место возникновения вспышки вируса. Согласно другой версии, вирус был завезён неким (имя по этическим причинам не называется) 61-летний мужчиной, посетившим карнавал в Италии и вернувшийся домой после вспышки инфекции в Европе.

### Май
За 20 мая число заражений коронавирусом в  Бразилии увеличилось почти на 20 тыс. человек и страна вышла на третье место в мире по числу инфицированных.
24 мая Бразилия опередила Россию и вышла, с 347 тыс. заболевшими, на второе место в мире по количеству заболевших коронавирусом.
31 мая зафиксированы рекордные 33 274 новых случая коронавируса, этот показатель третий день подряд достигает рекордных значений (26 417 случаев выявлено в четверг и 26 928 — в пятницу).
На 100 тыс. человек населения страны приходится 237,2 заразившихся и 13,7 умерших. Доля смертности среди инфицированных составляет 5,8 % (страна вышла на первое место по росту летальных случаев от коронавируса). Крупнейшим очагом распространения заболевания стал штат Сан-Паулу; губернатор штата Жоау Дориа, впрочем, допускает, что уже с 1 июня ситуация позволит смягчить карантинные меры.

### Июнь
По данным интернет-портала Worldmeter, Бразилия лидирует по числу жертв и заражённых в Латинской Америке, и занимает второе место в мире. Наибольшее число случаев заражения зафиксировано в штате Сан-Паулу, далее следует Рио-де-Жанейро.
19 июня число инфицированных за сутки возросло на 54 771 человек, до 1 032 913. Это рекордный суточный прирост числа инфицированных с начала эпидемии.

## Особенности борьбы
16 апреля президент Бразилии Жаир Болсонару (который считает, что опасность коронавируса сильно преувеличена и называл эпидемию «небольшим гриппом») отправил в отставку министра здравоохранения Луис Энрике Мандетту Luiz Henrique Mandetta на фоне конфликта, из-за разных подходов к борьбе с эпидемией коронавируса в стране (глава Минздрава выступал за социальное дистанцирование и максимальное ограничение социальных контактов).
Президент ранее подвергал губернаторов штатов критике за введение ограничительных мер. Он также демонстративно пренебрегал мерами, которые рекомендовал Минздрав, в том числе проводил публичные встречи со сторонниками. Позднее в апреле Болсонару в обращении к народу в связи с коронавирусом перестал открыто критиковать меры социальной изоляции, бьющие по экономике, но заявил, что его миссия — "спасать жизни, не забывая о рабочих местах". Тем не менее, он продолжал пренебрегать мерами безопасности. В частности, он неоднократно гулял по столице страны без маски, обнимался и фотографировался с горожанами.
Политику Минздрава поддерживают 76 % населения; действия Болсонару одобряет треть бразильцев.
16 мая Министр здравоохранения Бразилии Нелсон Тейш, занимавший эту должность менее месяца, подал в отставку  (вторая отставка министра за последние несколько месяцев; за последний месяц Тейш совершил ряд поездок по стране и посещал больницы, чтобы оценить ситуацию для принятия адекватных мер, и вскоре у него также сложились напряжённые отношения с президентом).
Эдуардо Пасуэлло временно исполняет обязанности министра здравоохранения и имеет несколько наград за свою работу.
26 января 2021 года Федеральный верховный суд Бразилии одобрил расследование против министра здравоохранения Эдуардо Пасуэлло. Его обвиняют в том, что из-за нехватки коек и кислородных баллонов в больницах в стране система здравоохранения показала себя полностью неэффективной в борьбе с пандемией . В Палате представителей дали заявление, что исходя из их мнения, глава Минздрава "совершил преступление", продвигая неэффективные методы лечения коронавируса и позволив системе здравоохранения рухнуть. Пасуэлло в своё оправдание во время брифинга заявил, что ситуация развивалась слишком стримительно и он не имел возможности предусмотреть заранее всю катастрофичность развивающейся ситуации вокрг пандемии.